# Domingos Custódio Guimarães Filho
Domingos Custódio Guimarães Filho, segundo barão de Rio Preto, (? — Valença, 12 de fevereiro de 1876) foi um nobre brasileiro.